# 富士ソフト

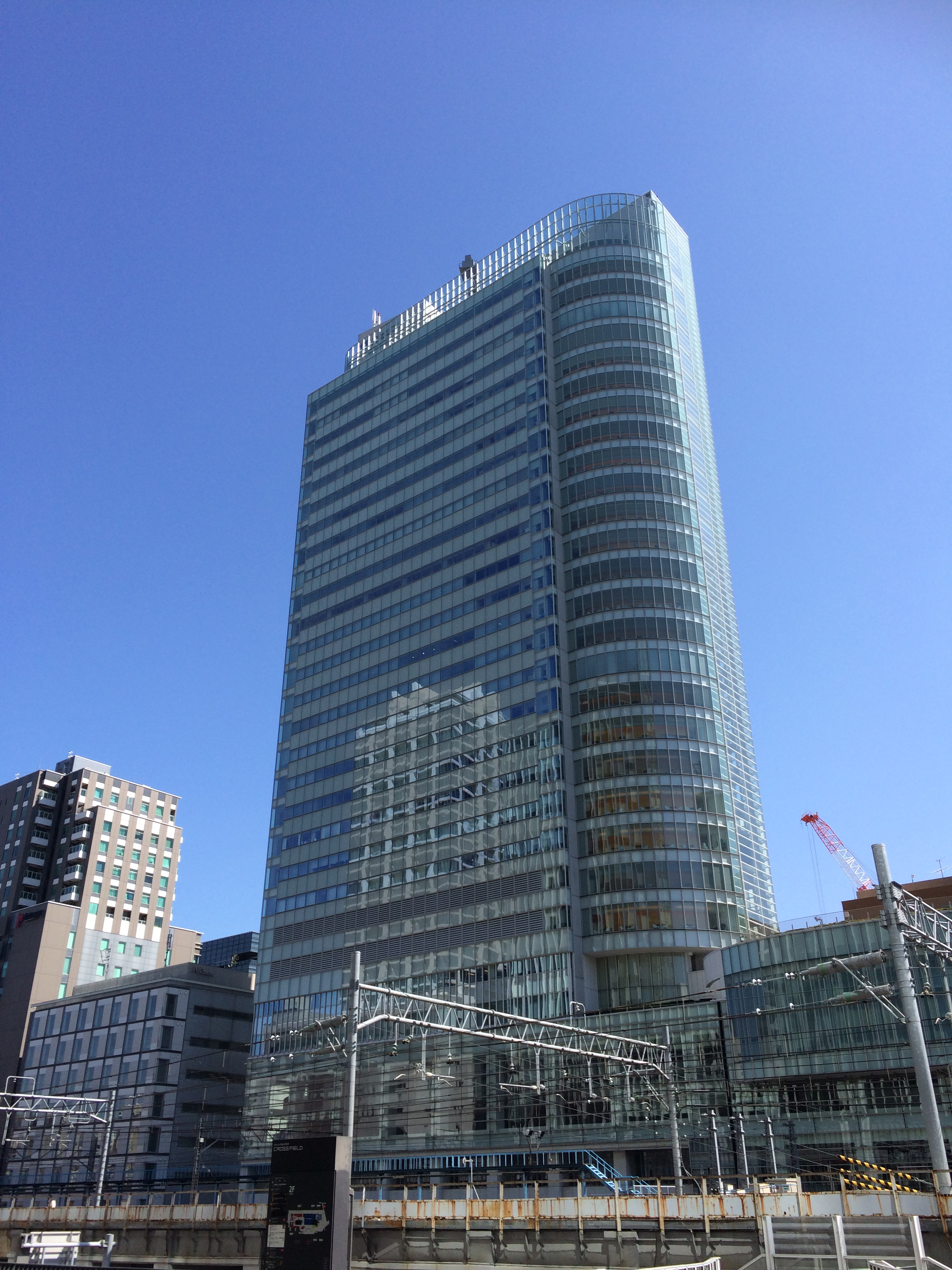
富士ソフト秋葉原オフィスビル（東京都千代田区）

富士ソフト株式会社（フジソフト、FUJI SOFT INCORPORATED）は、神奈川県横浜市中区に本社を置くソフトウェアの開発・販売、システムインテグレーションなどを行う企業。

## 概要
野澤宏が自宅で1970年に設立した大手独立系ITソリューションベンダー。富士ソフトはグループ全体で1万人を超える技術者を擁する。
設立から17年後の1987年12月に株式上場している。銀行・証券・生損保などの金融系や製造、医療、文教などの業務系システムの開発と構築を行う。また近年、筆ぐるめ、PALRO、moreNOTE、みらいスクールステーションなどプロダクトサービスも展開しているほか、通信機器の製造も行っている。
富士ソフトが主催し、1989年より開催（初年はプレ大会）されている「ロボット相撲」は、参加者が自作したロボット力士を技術とアイディアで戦わせる競技である。全国大会には高校生の部と全日本の部があり、全日本の部は両国国技館で開催されている。また、現在では世界各国で大会が開催されるに至っている。
2025年にアメリカの投資会社であるコールバーグ・クラビス・ロバーツ（KKR）の子会社となり、同年5月16日をもって上場を廃止した。

## 沿革
- 1970年（昭和45年）05月15日 - 創業者野澤宏が横浜市の自宅で株式会社富士ソフトウェア研究所設立
- 1972年（昭和47年）09月 - 東京事業所開設（東京都新宿区）
- 1984年（昭和59年）04月 - 富士ソフトウェア株式会社に商号変更
- 1985年（昭和60年）05月 - 本社ビル（現大船ビル）落成（神奈川県鎌倉市）
- 1986年（昭和61年）06月 - 自社プロダクト製品「毛筆わーぷろ」販売開始
- 1987年（昭和62年）04月 - 教育出版事業を開始
- 1987年（昭和62年）12月 - 日本証券業協会東京地区店頭市場に株式を公開
- 1990年（平成02年）03月 - 第1回全日本ロボット相撲大会開催
- 1992年（平成04年）10月 - 東京証券取引所市場第二部に株式を上場
- 1995年（平成07年）06月 - 商号を富士ソフト株式会社に変更、ISO9001認証取得
- 1996年（平成08年）10月 - 株式会社エービーシーを合併、商号を富士ソフトエービーシー株式会社に変更0
- 1998年（平成10年）09月 - 東京証券取引所市場第一部に株式を上場
- 2001年（平成13年）04月 - 事業本部制を導入0
- 2002年（平成14年）05月 - プライバシーマーク認証取得
- 2004年（平成16年）04月1日 - 神奈川県横浜市中区桜木町（みなとみらい27街区）に本社ビルを建設し、同県鎌倉市より本社を移転
- 2006年（平成18年）03月 -  ISMS CMMI（Level 3）認証取得
- 2006年（平成18年）07月1日 - 商号を富士ソフト株式会社に再度変更
- 2007年（平成19年）02月5日 - 東京・秋葉原に富士ソフト秋葉原ビル（新・東京オフィス）が竣工
- 2008年（平成20年）03月 - 最高裁判所から検察審査員候補者名簿管理システムの開発を一式受注[4]
- 2009年（平成21年）06月 - 執行役員制度を導入
- 2010年（平成22年）03月 - 自社プロダクト ヒューマノイド「PALRO」販売開始0
- 2012年（平成24年）11月 - 自社プロダクト「moreNOTE」販売開始0
- 2014年（平成26年）12月 - 第1回ロボット相撲世界大会「INTERNATIONAL ROBOT SUMO TOURNAMENT 2014」開催
- 2022年（令和04年）04月 - 東京証券取引所プライム市場へ移行
- 2024年（令和06年）02月 - サイバーコム株式会社、サイバネットシステム株式会社、株式会社ヴィンクス及び富士ソフトサービスビューロ株式会社を完全子会社化
- 2025年（令和07年）03月 - FK株式会社による株式公開買付けが成立[5]
- 2025年（令和07年）05月 - 東京証券取引所プライム市場上場廃止[1]。株式併合により株主がFK株式会社及び有限会社エヌエフシーのみとなる[6]。

## 主な製品・サービス
- クラウドインテグレーションサービス
- モバイルソリューション
- 組み込み系テクノロジー
- 映像配信ソリューション
- セキュリティソリューション
- デジタルリビングソリューション
- 病院系ソリューション
- 知能化技術ソリューション
- PALRO - 会話の出来る癒し系コミュニケーションロボット[7]。
- リテールソリューション
- moreNOTE（モアノート）
- みらいスクールステーション
- 筆ぐるめ
- FSKAREN
- moreReception
- プログラミング教材ロボット プロロ
- FAMevent
- 産業用コンピューター[8][9]

## データ通信機器一覧

### 現行製品

#### USBモデム
- +F FS040U

#### モバイルWi-Fiルーター
- +F FS040W
- +F FS030W

#### ホームルーター
- +F FS040W ＋ +F FS040W 専用ホームキット

#### カールーター
- +F FS040W カー・セット
- +F FS040W + +F FS040W 専用カー・キット

#### GPS端末
- Pocket GPS FS010G

### 現行サービス

#### モバイルデバイスマネジメント
- +F MDM

### 生産終了製品

#### USBモデム
- +F FS020U
- +F MF112A
- FS01BU
- WM31
- WM320
- 510FU
- MF111
- MF121

#### モバイルWi-Fiルーター
- +F FS020W
- FS010W
- WM340
- FS810WR

## 国内事業拠点

### 首都圏

#### 神奈川県
- 本社
- みなとみらいオフィス
- 関内オフィス
- 東神奈川オフィス
- 厚木オフィス

#### 東京都
- 汐留オフィス
- 汐留ANNEXオフィス
- 秋葉原オフィス
- 門前仲町オフィス
- 立川オフィス
- 八王子オフィス
- 八王子第2オフィス
- 八王子第3オフィス

#### 埼玉県
- 大宮オフィス

#### 栃木県
- 宇都宮オフィス

#### 茨城県
- 日立オフィス

#### 群馬県
- 太田オフィス

### 東北地方

#### 岩手県
- 大船渡テレワークセンター

### 北海道

#### 北海道
- 札幌オフィス
- 札幌第2オフィス

### 中部地方

#### 静岡県
- 浜松オフィス

#### 愛知県
- 新名古屋オフィス
- 刈谷オフィス

### 近畿地方

#### 大阪府
- 新大阪駅前オフィス

#### 兵庫県
- 神戸オフィス

### 中国地方

#### 広島県
- 広島オフィス
- 広島駅前オフィス

### 九州地方

#### 福岡県
- 新福岡オフィス
- 北九州オフィス

#### 熊本県
- 熊本オフィス

### 沖縄地方

#### 沖縄県
- 沖縄開発センター

## 海外事業拠点

### 台湾
- 台北オフィス

### 韓国
- ソウルオフィス

### 中国
- 中国 済南オフィス

## グループ企業
下記、グループ会社のうち、先頭の4社は、連結子会社ではあるものの、所謂親子上場による半独立体制を取っていたが、2023年11月9日に全4社に対して完全子会社を目的とした株式公開買付けを行うことを発表し、2024年2月に親子上場を解消した。この対応は、富士ソフト筆頭株主で所謂物言う株主であるアクティビスト、3Dインベストメント・パートナーズからの要求によるものだと報じられている（富士ソフトとしては否定している）。
- サイバネットシステム株式会社
- 株式会社ヴィンクス
- サイバーコム株式会社
- 富士ソフトサービスビューロ株式会社
- 株式会社東証コンピュータシステム（下記参照）
- 株式会社オーエー研究所
- イデア・コンサルティング株式会社
- 富士軟件科技(山東)有限公司
- FUJISOFT America, Inc.
- 株式会社リンクス
- 富士ソフト企画株式会社
- 株式会社日本ビジネスソフト

### 過去のグループ企業
- 富士ソフト・ティッシュエンジニアリング株式会社 - 2023年4月にロート製薬に全株式を譲渡。社名を株式会社ロートセルファクトリー東京に変更した[12][13]。

### 東証コンピュータシステム
株式会社東証コンピュータシステム（とうしょうコンピュータシステム）は、日本の会社。東京証券取引所機械計算部門から分離・発足した経緯を持つ。現在は富士ソフトグループの傘下である。株式会社東京証券取引所も一部株式をなお保有している。

#### 沿革
下記沿革はすべて当社の公開する情報に基づいていることに注意されたい
出典: 
- 1961年06月 - 東京証券取引所機械計算部門から分離。子会社の「株式会社東京証券計算センター」として設立される。
- 1986年06月 - 関連会社として「株式会社東証システムサービス」を設立する。
- 1986年10月 - 商号を「株式会社東証コンピュータシステム」に変更する。
- 2001年03月 - 経済産業省のシステムサービス企業登録原簿へ登録（SI登録）。
- 2001年12月 - ISO-9000sの認証を取得する。
- 2002年11月 - 総務省競争参加資格を取得する。
- 2004年10月 - 富士ソフトABC（現、富士ソフト）グループの傘下となる。
- 2005年11月 - プライバシーマーク認定を取得する。
- 2010年03月 - 東京都中央区日本橋に本社を移転する。
- 2012年02月 - 東京都千代田区丸の内に本社を移転する。
- 2016年04月 - 東京都江東区東陽町に本社を移転する。
- 2023年12月 - 東京都港区虎ノ門に本社を移転する。

#### 製品

##### ソリューションサービス
- NEW COSMO
- ギガDRMS
- COMET/FLARE
- FTnetサービス
- 市況情報サービス（一般向け情報／一般向け銘柄関連情報）

##### パッケージ商品
- CDCP/M
- ST@ctive

### その他
- 株式投信分配落ち単価検索CD販売
- タンス株権利落ち株価検索CD販売

#### 主要取引先
出典: 
- 株式会社東京証券取引所
- 日本証券業協会
- 株式会社証券保管振替機構
- 株式会社東証システムサービス
- その他金融機関、報道機関、証券会社等